# Barrett (Minnesota)
Barrett – miasto w Stanach Zjednoczonych, w stanie Minnesota, w hrabstwie Grant.